# یون سا بونگ
یون سا بونگ (کره‌ای: 윤사봉؛ زادهٔ ۵ ژوئن ۱۹۸۰) بازیگر اهل کره جنوبی است. او حرفهٔ خود را در تئاتر موزیکال مزخرف (۲۰۰۶) آغاز کرد.

## فیلم‌شناسی

### فیلم
| سال  | عنوان                   | نقش       | منابع |
| ---- | ----------------------- | --------- | ----- |
| ۲۰۱۰ | یافتن آقای سرنوشت       | خانم جونگ | [ ۲ ] |
| ۲۰۱۹ | کیم جی یونگ: متولد ۱۹۸۲ | سو هیون   | [ ۳ ] |
| ۲۰۲۰ | و امروز دوباره          |           | [ ۴ ] |
| ۲۰۲۰ | فصل مرحله بعد           | سا بونگ   | [ ۵ ] |

### مجموعه تلویزیونی
| سال  | عنوان                | نقش                      | منابع                |
| ---- | -------------------- | ------------------------ | -------------------- |
| ۲۰۱۶ | لویی پادشاه خرید     | یه جی                    | [ ۶ ]                |
| ۲۰۱۷ | فردا با تو           | می سو                    | [ ۷ ]                |
| ۲۰۱۷ | مبارزه برای راهم     | کیم جو هه                | [ ۸ ]                |
| ۲۰۱۷ | زن باوقار            | یون سو                   | [ ۹ ]                |
| ۲۰۱۷ | دوران جوانی          | خواهر هو چانگ            | [ ۱۰ ]               |
| ۲۰۱۷ | بازگشت عشق           | پارک بو گوم              | [ ۱۱ ]               |
| ۲۰۱۸ | شرکای عدالت          | جانگ هو نام              | [ ۱۲ ]               |
| ۲۰۱۹ | سرگذشت آسدال         | هه توک آک                | [ ۱۳ ] [ ۱۴ ] [ ۱۵ ] |
| ۲۰۱۹ | افسانه نوکدو         | کانگ سون نیو             | [ ۱۶ ]               |
| ۲۰۲۰ | سلام خداحافظ مامان!  | می دونگ دک               | [ ۱۷ ]               |
| ۲۰۲۰ | بازیگران خوب         | رئیس زندان               | [ ۱۸ ]               |
| ۲۰۲۰ | زندگی‌های خصوصی       | یانگ این سوک             | [ ۱۹ ]               |
| ۲۰۲۱ | با وجود اینکه می‌دانم | جونگ سوک اون             | [ ۲۰ ]               |
| ۲۰۲۱ | عاشقان آسمان سرخ     | کیون جو دک               | [ ۲۱ ]               |
| ۲۰۲۲ | پیش‌بینی عشق و آب‌وهوا | اوه میونگ جو             | [ ۲۲ ]               |
| ۲۰۲۲ | عشق دیوانه‌وار        | بانو هونگ (حضور افتخاری) | [ ۲۳ ]               |

### مجموعه اینترنتی
| سال  | عنوان     | نقش                | منابع  |
| ---- | --------- | ------------------ | ------ |
| ۲۰۲۲ | صدای جادو | صاحب‌خانه یون آه یی | [ ۲۴ ] |

## تئاتر
| سال  | عنوان          | نقش        | منابع  |
| ---- | -------------- | ---------- | ------ |
| ۲۰۲۲ | سقوط بر روی تو | ما یونگ ئه | [ ۲۵ ] |

## جوایز و نامزدی‌ها
- دومین جوایز موسیقی دگو ۲۰۰۸، جایزه فاکس